# Khalifa Diouf
Khalifa Diouf (24 de marzo de 1968) es un deportista senegalés que compitió en judo. Ganó dos medallas en el Campeonato Africano de Judo de 1996, plata en +95 kg y bronce en la categoría abierta.

## Palmarés internacional
| Campeonato Africano | Campeonato Africano   | Campeonato Africano | Campeonato Africano |
| Año                 | Lugar                 | Medalla             | Categoría           |
| ------------------- | --------------------- | ------------------- | ------------------- |
| 1996                | Sudáfrica (Sudáfrica) | Medalla de plata    | +95 kg              |
| 1996                | Sudáfrica (Sudáfrica) | Medalla de bronce   | Abierta             |